# Santa Margherita Maria Alacoque
Santa Margherita Maria Alacoque ou Igreja de Santa Margarida Maria Alacoque é uma igreja de Roma, Itália, localizada no rione Esquilino, na via Germano Sommeiller. É dedicada a Santa Margarida Maria Alacoque e sede da paróquia homônima.

## História
A igreja, anexa ao instituto Cor Iesu dos Apóstolos do Sagrado Coração de Jesus, foi construída com base num projeto dos arquitetos Pietro Picca e Raffaele Pietrostefani entre 1922 e 1925, mas consagrada somente em 1950.
O edifício apresenta uma nave única e abriga pinturas de Cleto Liuzzi no altar-mor e nos altares laterais. No primeiro, "Santa Margarida Maria com os apóstolos Pedro e Paulo, e os santos Francisco de Sales e Francisco Xavier adorando Sagrado Coração de Jesus".
Esta igreja é famosa por ter sido o local da primeira comunhão, em 1936, de Antonietta Meo, cujo corpo repousa na basílica de  Santa Croce in Gerusalemme.